# Āmer
Āmer é uma cidade na parte leste do estado Rajastão no noroeste da Índia, parte do aglomerado urbano Jaipur.